# Harmonia (groupe)

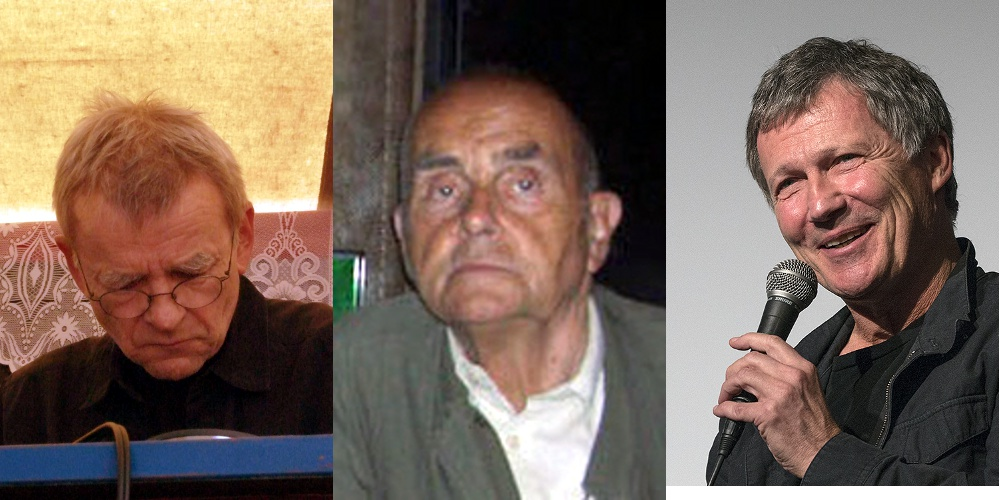
Les 3 artiste du groupe Harmonia

Harmonia est un groupe de musique expérimentale allemand fondé dans les années 1970 par Michael Rother (membre de Neu!), Hans-Joachim Roedelius et Dieter Moebius (membres de Cluster). Le musicien britannique Brian Eno a notamment collaboré avec le groupe en 1975.

## Historique
En 1973, Hans-Joachim Roedelius et Dieter Moebius s'installent dans le village de Forst pour y construire leur propre studio. Ils y enregistrent deux albums avec Michael Rother, sous le nom d'Harmonia : Musik von Harmonia (1974) et Deluxe (1975). Pour Julian Cope, ces deux albums font partie du« Top 50 du krautrock. » Les trois musiciens effectuent une tournée qui donne lieu à un enregistrement live, Live 1974, qui paraît en 2007.
En 1975, Harmonia entame de nouveaux enregistrements avec Brian Eno, qui le cite comme « le plus important groupe de rock du monde ». Avant la fin des enregistrements, Michael Rother abandonne le groupe pour entamer une carrière solo, et l'album ne paraît qu'en 1997, sous le titre Tracks and Traces.
Harmonia se reforme en 2007 avec Roedelius, Moebius et Rother, et joue en ouverture du festival Worldtronics à la Haus der Weltkulturen de Berlin, le 27 novembre.